# Gerald Carr
Gerald Paul Carr (Denver, 22 agosto 1932 – Albany, 26 agosto 2020) è stato un astronauta statunitense nonché un colonnello della marina degli Stati Uniti (United States Marine Corps).

## Dati personali
Nato a Denver in Colorado ma cresciuto a Santa Ana in California, indica la stessa come sua casa. Divorziato e risposato nel 1979 con la dottoressa Patricia L. Musick. Padre di tre figlie e di tre figli. Durante il suo tempo libero si dedica particolarmente al nuoto ed al nuoto sott'acqua, alla caccia di uccelli, alla pesca sportiva e all'esecuzione di lavori in legno.

## Educazione
Dopo aver frequentato la Santa Ana High School in California, raggiunse il titolo di Bachelor di ingegneria meccanica presso l'University of Southern California nel 1954. Segue un secondo Bachelor di scienze d'ingegneria aeronautica raggiunto presso la U.S. Naval Postgraduate School nel 1961, nonché il Master di scienze d'ingegneria aeronautica raggiunto presso l'Università di Princeton nel 1962. Nel 1976 gli venne conferita una laurea honoris causa dal Parks College della Saint Louis University di Cahokia nell'Illinois.
Carr era pluridecorato di onorificenze civili e militari varie nonché membro d'onore in influenti associazioni americane.

## Esperienza
Quando fu informato che la NASA lo aveva scelto per l'addestramento da astronauta, venne assegnato alla sezione di collaudo del Marine Air Control Squadron Three, un'unità responsabile per testare e valutare l'affidabilità dei dati del sistema tattico della marina, il Marine Tactical Data System.
Carr iniziò la sua carriera militare nel 1949 arruolandosi presso la marina militare americana - United States Navy. Già nel 1950 fu promosso per la prima volta di grado e poté dunque frequentare l'Università della California del Sud. Terminati i suoi primi studi nel 1954 venne assegnato e conseguentemente trasferito alla scuola per ufficiali della marina, la U.S. Marine Corps Officers Basic School stazionata a Quantico in Virginia. Il suo addestramento da pilota venne eseguito a Pensacola in Florida ed a Kingsville in Texas. In seguito fu assegnato al Marine All-Weather-Fighter-Squadron 114 uno squadrone di piloti in grado di eseguire voli di combattimento in qualsiasi condizione meteorologica. Durante questa esperienza volò con gli aerei del tipo F-9-F Cougar e F-6 Skyray. Dopo un ulteriore addestramento venne assegnato allo squadrone numero 122, dove rimase dal 1962 al 1965. Ha volato con l'aereo F-8 Crusader sia negli Stati Uniti come pure nell'Asia, nonché su aerei F-4, T-1 Jayhawk, T-28 Trojan , T-33, T-38 Talon, H-13, nonché su velivoli a effetto suolo.
Raggiunse più di 8.000 ore di volo, di cui ben 5.365 ore su aerei jet.

## Esperienze presso la NASA
Carr fu uno dei 19 astronauti scelti dalla NASA ad aprile del 1966. Collaborò quale membro degli equipaggi di supporto nonché nel ruolo di Capcom durante le missioni dell'Apollo 8 ed Apollo 12. Fu coinvolto nello sviluppo e nel collaudo del rover lunare usato dagli equipaggi delle missioni che allunarono.
Carr fu comandante dello Skylab 4 (il terzo ed ultimo equipaggio che raggiunse la stazione spaziale americana Skylab) lanciata il 16 novembre 1973 e conclusasi l'8 febbraio 1974. Con 84 giorni, 1 ora e 15 minuti si trattò del volo più lungo della storia dell'esplorazione umana dello spazio. Carr fu accompagnato nella missione (durante la quale venne percorsa una distanza di 55,2 milioni di chilometri pari a 34,5 milioni di miglia) dal pilota William Pogue e dall'astronauta-scienziata dott. Edward G. Gibson. Durante le loro 1.214 orbite terrestri, l'equipaggio concluse con successo 56 esperimenti, 26 dimostrazioni scientifiche, 15 esperimenti su dettagli di obiettivi nonché 13 esperimenti di studio. Raggiunsero ben 338 ore di lavoro con l'Apollo Telescope Mount un telescopio in grado di effettuare accuratissime osservazioni dei processi in atto sulla superficie solare.
Dal febbraio del 1974 fino al marzo del 1978 Carr ed il suo equipaggio dello Skylab 4 mantennero il record di permanenza individuale nello spazio avendo raggiunto ben 2.017 ore, 15 minuti e 32 secondi. Carr raggiunse pure un totale di 15 ore e 48 minuti di attività extraveicolare durante le sue tre uscite all'esterno della stazione spaziale.
Verso la metà del 1977 Carr venne nominato responsabile del gruppo di supporto all'interno dell'ufficio degli astronauti - un gruppo incaricato in attività del tipo di sviluppo della composizione e del design necessario per il trasporto spaziale, per simulazioni di volo, per il collaudo nonché per gli accorgimenti di sicurezza e per lo sviluppo degli strumenti necessari per il funzionamento uomo/macchina.
Carr si ritirò dai corpi della marina militare americana a settembre del 1975, mentre lasciò la NASA a giugno del 1977

## Lavoro
Dal 1977 al 1981 Carr fu Vicepresidente anziano della Bovay Engineers, Inc. a Houston in Texas, un'impresa di consulenza d'ingegneria.
Fu inoltre consulente anziano di un gruppo speciale affiancante il presidente della Applied Research, Inc. di Los Angeles in California dal 1981 al 1983. Dal 1983 fino al 1985 Carr fu responsabile del progetto dell'Università del Texas (University of Texas) chiamato 300-inch Telescope Project, cioè avente il fine di progettare un telescopio della lunghezza di 300-inch - corrispondente a circa 7,5 m.
Nel 1984 Carr fondò la CAMUS, Inc. una impresa familiare specializzata nella consulenza per l'ingegneria in vari settori. In particolar modo CAMUS diede un enorme contributo allo sviluppo della Boeing Company nonché per la progettazione della Stazione spaziale internazionale (ISS). In aggiunta, l'impresa è a tutt'oggi coinvolta nella produzione di arte finissima, progettata e disegnata dalla moglie di Carr, l'artista/scultrice Pat Musick.